# Raphael Isaiah Azulai
Raphael Isaiah Azulai (Gerusalemme, 1743 – Ancona, 1830) è stato un rabbino italiano.
Figlio di Chaim Joseph David Azulai, fu rabbino capo di Ancona fino alla morte. Una delle sue figlie sposò Abraham Pardo, figlio dell'allora noto rabbino David Pardo, e il di lei nipote Moses Pardo fu rabbino capo di Alessandria dal 1871 al 1888. Azulai fu autore di numerosi responsi e decisioni che furono pubblicati in parte sotto il titolo di Tiferet Mosheh ("Lo splendore di Mosè"), e in parte nel Zikron Mosheh di suo figlio Moses.